# Broken Sword
Broken Sword (letteralmente "spada spezzata" in inglese) è una serie di videogiochi di tipo avventura grafica sviluppata da Revolution Software dal 1996. Racconta vicende di fantasia basate su fatti storici e mitologia, ambientate nel presente. I due protagonisti di tutti i titoli della serie sono George Stobbart e Nicole Collard.

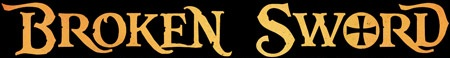
Logo della saga Broken Sword.

## Storia
La serie è stata inizialmente concepita come trilogia, ma a seguito delle richieste dei fan, il 17 agosto 2005 è stato annunciato un nuovo capitolo, che è uscito in Europa il 15 settembre 2006, intitolato Broken Sword: L'angelo della morte.
Il 23 agosto 2012, tramite il sito di finanziamento Kickstarter, è stato annunciato lo sviluppo del quinto capitolo della saga Broken Sword: The Serpent's Curse (Broken Sword: La maledizione del serpente). La campagna ha incassato il doppio della somma annunciata all'inizio ovvero 400.000 dollari. La raccolta fondi ha chiuso i battenti il 22 settembre 2012 con oltre 800.000 dollari. Il gioco è stato diviso in due parti: la prima è uscita il 4 dicembre 2013, la seconda il 17 aprile 2014.

## Caratteristiche

I protagonisti della serie in Broken Sword 5. A sinistra Nicole mentre a destra George.

Mentre i primi due capitoli della serie adottavano un'interfaccia del tipo punta-e-clicca ed una grafica bidimensionale, il terzo permette l'interazione tramite un sistema di controllo diretto all'interno di un ambiente tridimensionale.
Per quanto diverse però, le trame del primo e del terzo capitolo hanno un certo legame, mentre il secondo ha in comune solo i protagonisti ed altri personaggi secondari.
Come nelle altre avventure grafiche, bisogna aiutare il protagonista a risolvere problemi e rompicapi, raccogliendo oggetti e combinandoli con altri. Nel terzo capitolo sono state aggiunte anche brevi sezioni d'azione o situazioni in cui è necessario muovere blocchi cubici (massi, macerie, scatole a seconda).
Broken Sword I e II usano una versione migliorata del motore di gioco Virtual Theatre, sviluppato internamente. Benché i due titoli fossero originariamente prodotti per Microsoft Windows, è ora possibile giocarvi su altri sistemi operativi usando ScummVM.
Broken Sword III è invece basato su un motore RenderWare dei Criterion mentre Broken Sword IV utilizza un motore prodotto dalla casa Sumo Digital.

## Videogiochi

### Broken Sword: Il segreto dei Templari
Il primo titolo della serie fu pubblicato nel 1996 da Virgin Interactive (PC) e Sony Computer Entertainment (PlayStation). È stato inoltre distribuito per la piattaforma del Game Boy Advance, anche se in edizione non doppiata (e quindi unicamente sottotitolata).
Il gioco inizia con George Stobbart, un turista statunitense in vacanza a Parigi, diretto testimone dell'esplosione di una bomba, in un bar, lasciata da un uomo vestito da clown. Decisamente contrariato dell'attentato (indiretto) alla sua vita, George inizia ad investigare e con l'avanzare della storia, grazie anche all'aiuto della giornalista Nicole "Nico" Collard, segue per il mondo lo sviluppo di una cospirazione, scoprendo antiche storie e scontrandosi con Khan, uno spietato assassino moderno.
Il titolo è conosciuto come Baphomets Fluch in Germania, Les Chevaliers de Baphomet in Francia e La leyenda de los Templarios in Spagna. Viene chiamato Broken Sword: the shadow of the Templars nei paesi dove si parla inglese, tranne che negli Stati Uniti dove è noto come Circle of Blood.
Nel marzo 2009 Ubisoft ha pubblicato Broken Sword: The Director's Cut, un rifacimento del primo Broken Sword per le piattaforme Wii, Nintendo DS e iOS, con aggiunte alla trama e la possibilità di controllare Nicole in alcune parti. Nell'agosto 2010 è stata pubblicata anche la versione per Windows.
Nel giugno 2012 è stata pubblicata anche la prima versione ufficiale per sistemi Android.

### Broken Sword II: La profezia dei Maya
Il secondo titolo fu pubblicato nel 1997, sempre da Virgin Interactive.
Ancora una volta George Stobbart, in Francia, è testimone di un evento spiacevole, il rapimento della sua (ex- o quasi ex-, la questione appare confusa) fidanzata, mentre lui viene legato ad una sedia dentro una casa in fiamme, con un ragno dotato di un veleno mortale pronto a colpirlo. È di nuovo Nico che introduce George in una vicenda ispirata ad un'antica leggenda, che ruota attorno ad una malvagia divinità Maya ed un gruppo di persone senza scrupolo, il tutto legato ad un'eclissi nell'America Centrale.
La grafica è dello stesso livello del capitolo precedente, con piccoli miglioramenti.
Il gioco è noto come Les Boucliers de Quetzacoatl (Francia), Baphomets Fluch II: Die Spiegel der Finsternis (Germania) e Broken Sword: Las Fuerzas del Mal (Spagna). Viene chiamato Broken Sword II: The Smoking Mirror nei paesi dove si parla inglese tranne che negli Stati Uniti dove è stato pubblicato come Broken Sword: The Smoking Mirror.
Una conversione è stata realizzata per la console PlayStation della Sony.
Broken Sword II: La profezia dei Maya - Rimasterizzato vede il ritorno di George Stobbart e Nico Collard nel seguito di Broken Sword: Il segreto dei Templari su App Store e Google Play Store. Il gioco oltre che su iOS e Android è disponibile anche su Windows e Mac OS X.

### Broken Sword: Il sonno del drago
Il terzo titolo è stato pubblicato nell'ottobre del 2003 da THQ in Europa, da The Adventure Company negli Stati Uniti e da Marvelous Entertainment in Giappone. Il gioco è stato pubblicato per Pc, Xbox e PlayStation 2.
In questo capitolo, George e Nico (lasciatisi definitivamente) ritornano a salvare il mondo seguendo delle linee di energia ed evitando numerosi tentativi di omicidio.
Riappaiono anche personaggi del primo capitolo.
Il sistema di controllo abbandona il classico sistema Punta e clicca in virtù di uno pensato per i Joypad.
C'è un uso frequente di scatole (in generale si tratta di oggetti cubici), al fine di attivare meccanismi e/o accedere in zone altrimenti inaccessibili.
La grafica, completamente 3D, è sfruttata in particolar modo nelle espressioni facciali, ma rimane in linea con lo stile da cartone animato che ha da sempre caratterizzato la serie.

### Broken Sword: L'angelo della Morte
Con questo capitolo la serie torna ad essere un punta e clicca, ma presenta grafica 3D leggermente migliorata, e soprattutto più realistica. George Stobbart questa volta si presenta sotto le vesti di avvocato a New York e per quanto lo voglia evitare, sarà costretto a entrare in azione ancora una volta, dato che un'attraente ragazza italiana di nome Anna Maria gli chiederà di aiutarlo nella ricerca di un tesoro che pare fosse appartenuto ai templari. Il personaggio di George – che si descrive come «tipo più alla Dan Brown di questi tempi» – appare maggiormente invecchiato in confronto all'episodio precedente, tuttavia è sempre caratterizzato dal suo marcato senso dell'umorismo. Nico, la fedele compagna di avventure di George, entrerà in gioco solo più avanti, tirando il suo amico fuori dai guai e aiutandolo nella sua avventura. In quest'avventura, l'eroe deve confrontarsi con la mafia italo-americana, con dei poliziotti turchi, e pericolosi Monaci del Vaticano come Monsignor Devlin e padre Gregor. George in alcune parti del gioco dovrà anche improvvisarsi hacker grazie all'utilizzo di un palmare, di cui è dotato fin dall'inizio del gioco, che lo aiuterà ogni volta che gli sarà possibile utilizzare la connessione a internet. Tale palmare ha anche le funzioni di diario e telefono.
La giocabilità ritorna improntata all'uso del mouse, però sarà anche possibile spostare il personaggio con l'ausilio della tastiera.

### Broken Sword 5: La maledizione del serpente
Il quinto capitolo, anch'esso un punta e clicca, presenta grafica in 2D e personaggi in 3D, è il primo capitolo della saga ad essere sviluppato e pubblicato interamente dalla Revolution Software. È disponibile per le piattaforme Windows, macOS, iOS, Android, Linux, PlayStation Vita, PlayStation 4, Nintendo Switch e Xbox One. Charles Cecil, fondatore della casa produttrice, ha annunciato durante la campagna Kickstarter che il gioco sarebbe stato doppiato e sottotitolato in italiano. Claudio Beccari rimane sempre il doppiatore di George Stobbart, mentre Elda Olivieri, storica doppiatrice di Nicole Collard, è stata sostituita da Francesca Perilli. In questo capitolo George e Nicole si incontrano casualmente a Parigi ed assistono ad un omicidio all'interno di una galleria d'arte e ben presto si attiveranno per risolvere il mistero che si cela dietro alla vicenda.
Il trailer pre-Alpha del gioco è stato pubblicato il 21 agosto 2013 durante il Gamescom, la fiera videoludica di Colonia in Germania.
La Revolution Software, nel mese di novembre 2013, ha annunciato che il gioco sarebbe stato diviso in due episodi. Il primo è uscito il 4 dicembre 2013 per Windows, Linux e macOS, attraverso le piattaforme di vendita online di videogiochi Steam e GOG.com. Il secondo episodio, invece, il 16 aprile 2014. È ora disponibile anche la versione retail del gioco, comprendente entrambi gli episodi.

## Film
Un film di Broken Sword è stato in fase di studio. A conferma dell'adattamento ci sono dichiarazioni di Charles Cecil del 2007 e del 2013, mai concretizzate.